# Riot Act
| 전문가 평가          | 전문가 평가 |
| 평가 점수            | 평가 점수   |
| 출처                 | 점수        |
| -------------------- | ----------- |
| AllMusic             | [ 1 ]       |
| Entertainment Weekly | B           |
| The Guardian         | [ 3 ]       |
| The New York Times   | (mixed)     |
| NME                  | [ 5 ]       |
| Pitchfork            | 4.9/10      |
| Q                    | [ 7 ]       |
| Robert Christgau     | [ 8 ]       |
| Rolling Stone        | [ 9 ]       |
| Spin                 | 7/10        |

《Riot Act》는 미국의 록 밴드 펄 잼의 일곱 번째 스튜디오 음반으로, 2002년 11월 12일, 에픽 레코드를 통해 발매되었다. 전작 《Binaural》 (2000년)을 지원하는 대규모 투어를 마친 펄 잼은 1년간의 휴식기를 가졌으며, 2002년 초에 다시 모여 새 음반 작업을 시작했다. 이 음반의 음악은 포크, 아트 록, 익스페리멘털 록 등 다양한 장르의 영향을 받았으며, 가사는 죽음과 실존주의에 관한 주제를 다루고 있다. 이는 2001년 9·11 테러 이후의 정치적 분위기와 2000년 로스킬레 축제 공연 중 발생한 아홉 명의 팬의 사고사로부터 영향을 받은 것이다.
밴드는 2003년 정치적 메시지를 담은 콘서트 투어를 통해 이 음반을 홍보했다. 《Riot Act》는 펄 잼이 에픽 레코드에서 발표한 마지막 전곡 신작 음반이다. 이 음반은 대체로 긍정적인 평가를 받았으며, 미국 음반 산업 협회로부터 골드 인증을 받았다.

## 녹음
밴드의 일곱 번째 음반 작업을 위해 프로듀서 애덤 캐스퍼가 참여했다. 캐스퍼는 이전에도 펄 잼의 음반에 엔지니어로 참여한 바 있으며, 과거 밴드 웰워터 컨스피러시와 사운드가든에서 함께 작업했던 드러머 맷 캐머런의 제안으로 프로듀서로 기용되었다. 《Riot Act》는 2002년 2월과 4월, 두 차례에 걸쳐 시애틀의 스튜디오 X에서 녹음되었으며, 믹싱은 같은 스튜디오에서 브렌던 오브라이언이 맡았다.
《Yield》와 《Binaural》의 작업 방식과 마찬가지로, 밴드 구성원들은 본격적인 녹음 세션에 들어가기 전에 각자 따로 곡 아이디어를 준비했다. 드러머 캐머런에 따르면, 세션에 들어올 때 멤버들 각자가 "네다섯 개"의 아이디어를 가지고 있었으며, "걸러내고 다듬어야 할 것이 아주 많았다"고 한다. 밴드는 종종 데모 녹음용으로 기획된 곡들을 녹음했지만, 이후 리드 보컬리스트 에디 베더가 와서 곧바로 보컬을 녹음하며 "그냥 불렀어, 그게 최종 테이크야"라고 말하곤 했다. 창작 과정에 대해 기타리스트 스톤 고사드는, 혼자 연주할 때는 "강박적인 성격이 튀어나와서 '좀 더 잘 연주할 수 있을 것 같은데'라고 생각한다"면서도, 다시 밴드와 함께할 때는 "모두가 '지금 그대로가 최고야'라고 하니까, 그 분위기에 휩싸여 그대로 받아들이게 된다"고 설명했다. 고사드는 "이 밴드에서 놓아주는 과정은 끊임없이 반복된다"고 말하며, 멤버들이 "곡이 어떤 모습일지에 대해 명확한 아이디어를 가지고 세션에 들어오지만" 그룹 내에서 곡에 대해 논의하는 동안에는 다른 음악적 아이디어를 받아들이는 것을 주저하지 않는다고 덧붙였다. 《Riot Act》는 펄 잼 음반 중 처음으로 키보디스트 붐 개스퍼가 참여한 작품으로, 특히 곡 〈Love Boat Captain〉에서 두드러진 활약을 보였다. 개스퍼에 따르면 이 곡은 두 사람이 처음 만난 직후 하와이에서 베더와 함께 즉흥 연주를 하며 처음 탄생했다. 연주가 끝난 후 베더는 개스퍼에게 "시애틀로 갈 준비가 됐냐"고 물었다고 한다. 고사드에 따르면 개스퍼를 영입한 것은 "새로운 것에 열려 있는 태도" 때문이었으며 , 베더는 개스퍼가 "자신의 자리를 찾아 밴드의 역동성에 자연스럽게 녹아들었다"고 말했다. 기타리스트 마이크 매크리디는 밴드에 키보드가 항상 필요하다고 생각했다고 밝혔다.

## 곡 목록
모든 곡들은 특별한 언급이 없는 한 에디 베더에 의해 작사하였다.
| #   | 제목                  | 작사         | 작곡                                                       | 재생 시간 |
| --- | --------------------- | ------------ | ---------------------------------------------------------- | --------- |
| 1.  | 〈Can't Keep〉        |              | 베더                                                       | 3:39      |
| 2.  | 〈Save You〉          |              | 제프 아멘트, 맷 캐머런, 스톤 고사드, 마이크 매크리디, 베더 | 3:50      |
| 3.  | 〈Love Boat Captain〉 |              | 붐 개스퍼, 베더                                            | 4:36      |
| 4.  | 〈Cropduster〉        |              | 캐머런                                                     | 3:51      |
| 5.  | 〈Ghost〉             | 아멘트, 베더 | 아멘트                                                     | 3:15      |
| 6.  | 〈I Am Mine〉         |              | 베더                                                       | 3:35      |
| 7.  | 〈Thumbing My Way〉   |              | 베더                                                       | 4:10      |
| 8.  | 〈You Are〉           | 캐머런, 베더 | 캐머런                                                     | 4:30      |
| 9.  | 〈Get Right〉         | 캐머런       | 캐머런                                                     | 2:38      |
| 10. | 〈Green Disease〉     |              | 베더                                                       | 2:41      |
| 11. | 〈Help Help〉         | 아멘트       | 아멘트                                                     | 3:35      |
| 12. | 〈Bu$hleaguer〉       | 고사드, 베더 | 고사드                                                     | 3:57      |
| 13. | 〈½ Full〉            |              | 아멘트                                                     | 4:10      |
| 14. | 〈Arc〉               |              | 베더                                                       | 1:05      |
| 15. | 〈All or None〉       | 고사드, 베더 | 고사드                                                     | 4:37      |

## 인증
| 국가                                                  | 인증     | 판매량/출하량 |
| ----------------------------------------------------- | -------- | ------------- |
| 오스트레일리아 (ARIA)                                 | 플래티넘 | 70,000^       |
| 브라질 (Pro-Música Brasil)                            | 골드     | 50,000*       |
| 캐나다 (뮤직 캐나다)                                  | 플래티넘 | 100,000^      |
| 뉴질랜드 (RMNZ)                                       | 골드     | 7,500^        |
| 영국 (BPI)                                            | 실버     | 60,000^       |
| 미국 (RIAA)                                           | 골드     | 500,000^      |
| *판매량을 기반으로 한 인증 ^출하량을 기반으로 한 인증 |          |               |